# Giustiniano Participazio

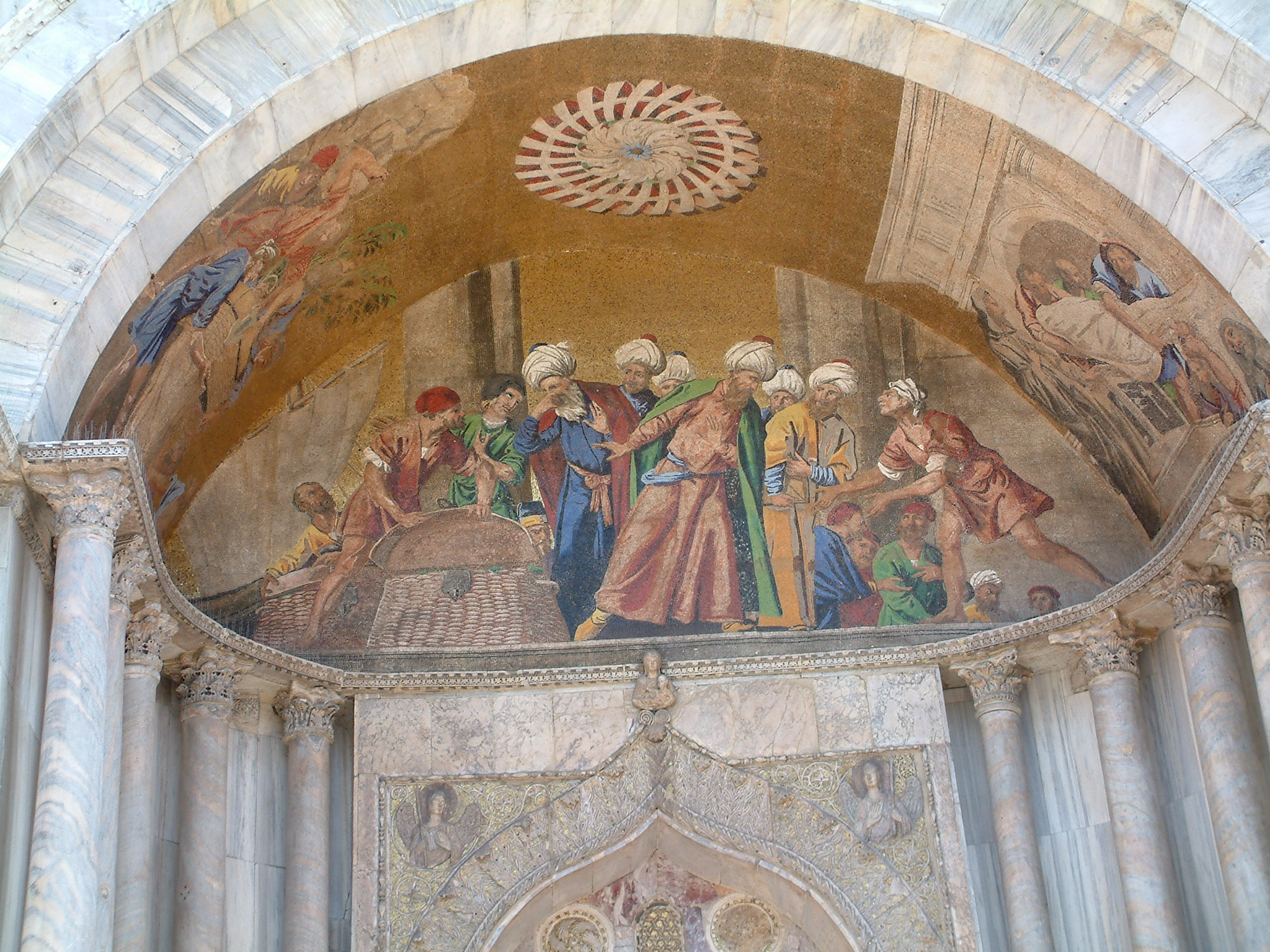
Robo del cuerpo de San Marcos en Alejandría.

Giustiniano Participazio, también conocido como Partecipazio o Particiaco (latín: Agnellus Iustinianus Particiacus), fue el undécimo dux de Venecia según la tradición, y el noveno según los datos históricos verificables. Reinó desde 827 hasta su muerte en 829, lo que no impidió que su gobierno fuese memorable en la historia de la República. El emperador bizantino León V el Armenio le obsequió con los títulos de hypatos y protosebasto.
Giustiniano se encontraba en Constantinopla cuando su padre, el dux Agnello Participazio, nombró a su hermano menor Giovanni codux. Cuando Giustiniano regresó, montó en cólera, lo que no impidió que Agnello designase codux también a su tercer hijo, del mismo nombre, y se opusiera a Giustiniano, incluso asediándolse en San Severo. Sin embargo, Giustiniano ganó la partida, exiliando a su hermano menor y sucediendo él mismo a su padre en 827.
El emperador oriental Miguel II ofreció apoyo militar a Venecia a cambio de un contingente veneciano en su expedición contra la Sicilia aglabí. El éxito de la campaña aumentó el prestigio de la ciudad.
Mientras la contienda entre los patriarcas de Grado y Aquilea sobre las diócesis istrias continuaba (fomentada por Carlomagno y Lotario I), Giustiniano trabajaba por aumentar el prestigio eclesiástico de Venecia. Según la tradición, Venecia fue evangelizada por San Marcos, y por ello muchos venecianos peregrinaban a la tumba del evangelista en Alejandría, Egipto. Giustiniano habría mandado a los mercaderes Buono di Malamocco y Rustico di Torcello corromper a los monjes alejandrinos que guardaban el cuerpo de San Marcos y robarlo para llevarlo secretamente a la ciudad véneta. Escondiendo el cuerpo entre unos cerdos, el barco veneciano logró engañar a la aduana y llegó a Venecia el 31 de enero de 828. Con motivo de albergar los restos del evangelista se inició la construcción de una capilla: la antecesora de la Basílica de San Marcos.
Giustiniano reclamó a su hermano Giovanni de Constantinopla, ya que no había tenido hijos con su esposa, y le requirió que continuase las obras de la nueva iglesia del nuevo patrón de la República. Giovanni sucedió al anciano Giustiniano a su muerte en el año siguiente.